# زمان قبرس
زمان قبرس منطقه زمانی کشور قبرس است که با زمان اروپای شرقی (EET) (یوتی‌سی ۲:۰۰+) یا ساعت تابستانی اروپای شرقی (EEST) (یوتی‌سی ۳:۰۰+) در طول تابستان هماهنگ است.
در سال ۲۰۱۶ میلادی، قبرس شمالی در زمستان زمان متفاوتی با جمهوری قبرس داشت، به این معنی که زمانی یکسان با ترکیه را دنبال می‌کرد. این زمان از تابستان ۲۰۱۶ در سراسر سال دارای به صورت UTC +۳ ایجاد شده بود. قبرس شمالی از اکتبر ۲۰۱۷ دارای زمانی همزمان با بقیه نواحی قبرس در تابستان (DST) است، اما در زمستان زمانی متفاوت و اختلاف ساعتی با آن دارد.